# Adrián Campos Suñer
Adrián Campos Suñer   (Alzira, 17 de juny de 1960 - València, 27 de gener de 2021) fou un pilot de Fórmula 1 valencià. Va disputar 21 Grans Premis de Formula 1. Fill d'Adrián Campos Bialcanet i María del Carmen Suñer Picó, i net de l'industrial Luis Suñer, era el propietari de la Campos Grand Prix, equip de Fórmula al qual se li va concedir l'entrada a la Temporada 2010 de Fórmula 1.

## Trajectòria automobilística

### Primers Anys
El primer èxit de Campos va ser a les curses de cotxes teledirigits. Va guanyar el Campionat d'Espanya d'aquesta modalitat l'any 1980. Un any més tard va passar a les curses d'automòbils. Va competir a la Fórmula Tres des de 1983 fins al 1985, acabant 3r en el Campionat d'Alemanya del 1985. El 1986 va córrer a la Fórmula 3.000 amb poc èxit.

### Fórmula 1
Després d'haver fet algunes proves per a Tyrrell el 1986, Campos va córrer a la F1 l'any 1987 i 1988 per a l'equip Minardi, primer al costat d'Alessandro Nannini i després amb Lluís Pérez Sala. Només va poder acabar dues de les 21 carreres que va començar a causa d'errors mecànics i alguns errors de conducció. Tanmateix, aquestes pèrdues li van fer perdre la motivació i a la temporada 1988 va ser substituït per Pierluigi Martini després de no qualificar en tres curses consecutives.

## Resultats a la Fórmula 1
Adrià Campos va debutar a la primera cursa de la temporada 1987 (la 38a temporada de la història) del campionat del món de la Fórmula 1, disputant el 12 d'abril del 1987 el G.P. de Brasil al circuit de Jacarepaguà.
Va participar en un total de vint-i-una curses puntuables pel campionat de la F1, disputades en dues temporades consecutives (1987 - 1988), aconseguint una catorzena posició com millor classificació en una cursa i no assolí cap punt pel campionat del món de pilots.
| Any  | Equip        | Xassís  | Motor          | 1       | 2       | 3       | 4       | 5         | 6       | 7       | 8       | 9       | 10      | 11      | 12      | 13     | 14      | 15      | 16      | Posició | Punts |
| ---- | ------------ | ------- | -------------- | ------- | ------- | ------- | ------- | --------- | ------- | ------- | ------- | ------- | ------- | ------- | ------- | ------ | ------- | ------- | ------- | ------- | ----- |
| 1987 | Minardi Team | Minardi | Motori Moderni | BRA DSQ | SMR Ret | BEL Ret | MON NVS | E.USA Ret | FRA Ret | GBR Ret | ALE Ret | HUN Ret | AUT Ret | ITA Ret | POR Ret | ESP 14 | MEX Ret | JPN Ret | AUS Ret | -       | 0     |
| 1988 | Minardi Team | Minardi | Cosworth       | BRA Ret | SMR 16  | MON NVQ | MEX NVQ | CAN NVQ   | E.USA   | FRA     | GBR     | ALE     | HUN     | BEL     | ITA     | POR    | ESP     | JAP     | AUS     | -       | 0     |

### Resum
| Curses: | Victòries: | Pòdiums: | Poles: | Voltes ràpides: | Punts: |
| ------- | ---------- | -------- | ------ | --------------- | ------ |
| 21 (17) | 0          | 0        | 0      | 0               | 0      |

### Després de la Fórmula 1
Campos va competir en el campionat espanyol de cotxes de turisme, guanyant el campionat del 1994. El 1997 va ser l'últim any en què Campos va competir com a conductor professional. Després d'algunes carreres prototips com el Ferrari 333SP, va formar el seu propi equip.

## Trajectòria com a escuderia

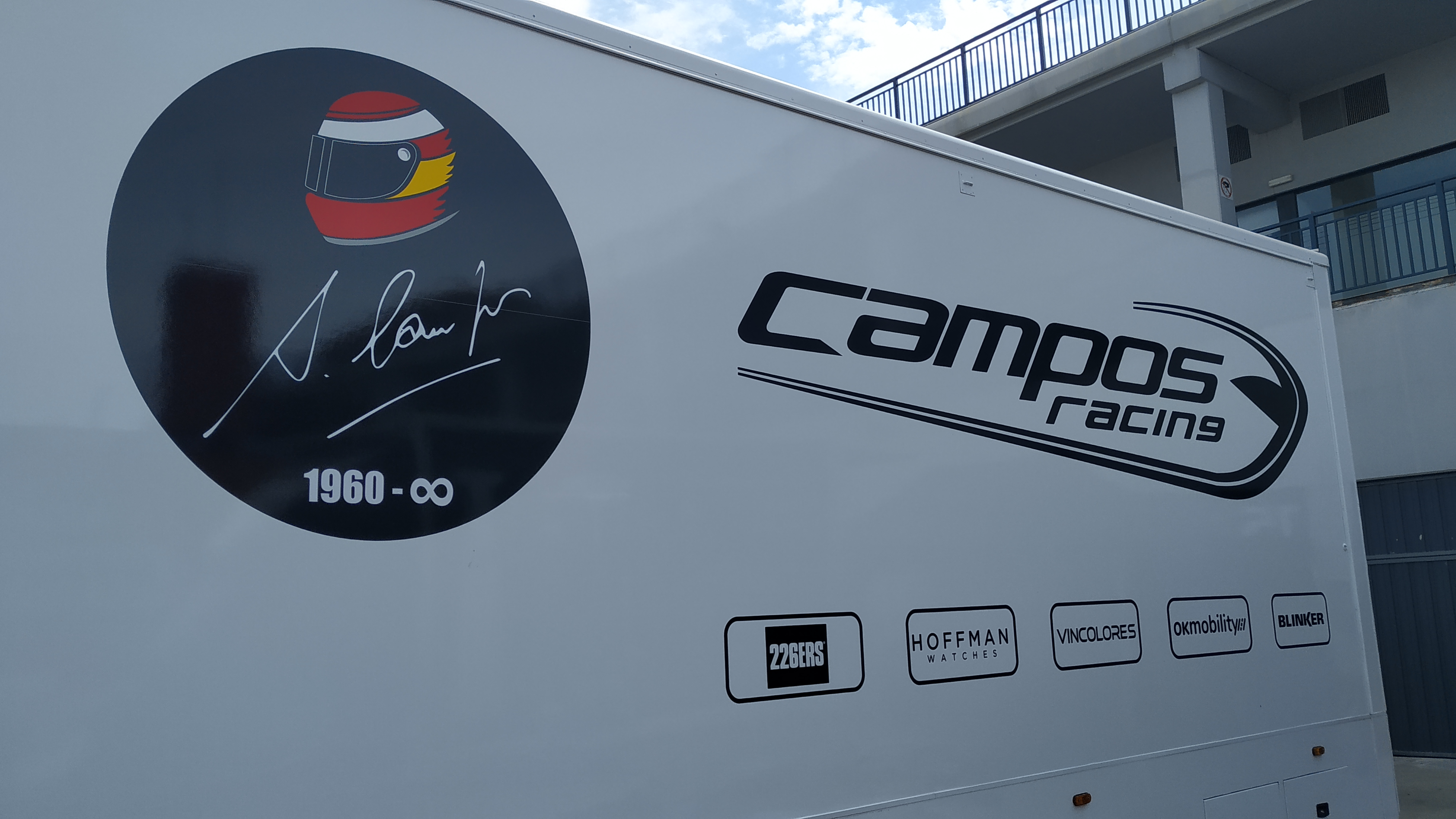
Logo de l'escuderia Campos Racing al seu camió el 2021

Després de la seva experiència com pilot en la F1, es va dedicar a fundar la seva pròpia escuderia, Bravo F1; i va contractar a Nick Wirth, Jordi Gené i Jean Pierre Monsier. El projecte es va abandonar per una alarmant falta de serietat i per la mort de Monsier. Després, Campos s'ha involucrat en tasques de patrocini, ajudant a altres pilots a progressar en la seva carrera, destacant entre ells Marc Gené i Fernando Alonso.
Va fundar Adrià Campos Motorsport (més tard anomenat Campos Grand Prix) el 1998, amb el qual Marc Gené va guanyar el campionat Open Fortuna by Nissan durant el seu primer any abans d'arribar a la Fórmula 1. Fernando Alonso també va formar part de l'equip en els seus primers anys.
L'equip va entrar en la GP2 quan va començar l'any 2005. Dos cinquens llocs van ser els millors resultats d'aquest any. L'equip va començar 2006 amb un podi d'Adrián Vallés al circuit de València, però ni ell ni el seu company, Félix Porteiro van aconseguir un altre podi durant tot l'any (Porteiro va ser segon a Silverstone, però una irregularitat el va portar a ser desqualificat).
La contractació del veterà Giorgio Pantano per al 2007 va portar l'equip cap endavant, Pantano va aconseguir dues victòries i el 3r lloc en la qualificació general. El seu company d'equip, Vitali Petrov, també va guanyar a València. Petrov va continuar durant el 2008 amb Ben Hanley que va ser substituït per Lucas di Grassi després de tres rondes. Di Grassi va aconseguir tres segons llocs durant les seves quatre primeres curses, i les posteriors victòries a Hungaroring i al nou Circuit Urbà de València. L'equip de Campos va guanyar el campionat de constructors. A l'octubre de 2008, Campos va anunciar que té plans de sortir de la GP2 i de vendre la seva participació, però també va dir que seguiria involucrat en la F3 i un nou projecte indeterminat. The GP2 team was taken over by Alejandro Agag and renamed Barwa Addax.
Campos es va vincular amb un moviment cap a la Fórmula 1, i va considerar la compra de l'equip Super Aguri. En maig de 2009, el seu equip va sol·licitar l'entrada a la temporada 2010 de Fórmula 1
, la qual va ser una de les tres acceptades